# Odynerus navasi
Odynerus navasi är en stekelart som beskrevs av Dusmet 1903. Odynerus navasi ingår i släktet lergetingar, och familjen Eumenidae. Inga underarter finns listade i Catalogue of Life.